# David Bushnell (inventor)
David Bushnell (Connecticut, 30 de agosto de 1742-Georgia, 1824) fue un inventor estadounidense durante la guerra de Independencia de los Estados Unidos. A él se le acredita haber creado en 1775, mientras estudiaba en la Universidad de Yale, el primer submarino usado en combate, conocido como la Tortuga. Su idea de utilizar agua como lastre para sumergir y emerger su submarino se sigue utilizando en la actualidad, al igual que la hélice, que fue usada por primera vez en la Tortuga.

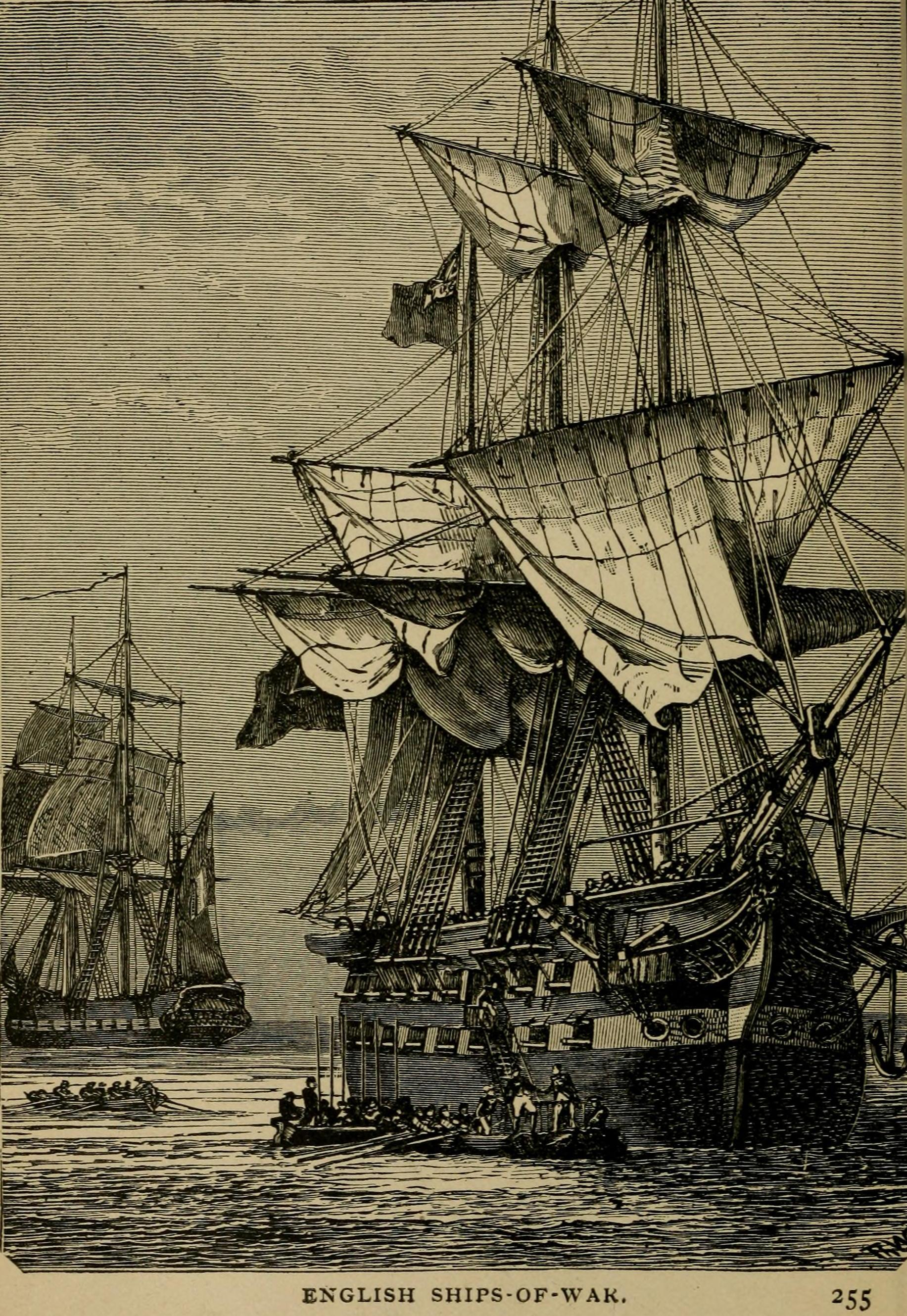
La tortuga americana de Bushnell, 1899, Nueva York, Akron, The Werner co.

## Biografía
Nacido en 1742 en Saybrook, Connecticut, realizó sus estudios allí y trabajó en la firma familiar. En 1771, tras la muerte de su padre, decidió vender la firma e instalarse en Yale, donde comenzó sus estudios científicos. En 1775, habiendo egresado de la Universidad de Yale, regresó a Saybrook.
Mientras estaba en Yale, probó que la pólvora explotaba bajo el agua. Con esto, también se le ocurrieron las barreras de minas en 1777. Además inventó la primera bomba de tiempo. Combinó sus ideas en un intento de atacar las naves británicas que estaban bloqueando la bahía de Nueva York en el verano de 1776, agujereando a través de sus cascos e implantando bombas de tiempo, pero falló cada vez debido a una capa metálica en el casco de los barcos para protegerlos de parásitos en su próxima parada, en el mar Caribe. La Tortuga finalmente se hundió.
Hacia 1795, viajó a Inglaterra y a Francia para presentar su concepto de submarino a los Ministerios de Marina. Allí se encontró con otro gran inventor estadounidense, Robert Fulton, quien probablemente lo haya ayudado en su proyecto de submarino. Desengañado ante el poco entusiasmo encontrado por su idea tanto en Europa como en los Estados Unidos, regresó a América y reanudó sus estudios de medicina. David se instaló, bajo un nombre de empréstito, como experto en Warrenton, Georgia. Finalmente fallece en 1824, a los 82 años.
Al comenzar la Guerra de la Independencia, la marina británica impuso un bloqueo a los puertos estadounidenses. Bushnell reflexionó sobre las nuevas armas en el terreno marítimo. Inspirándose en diseños y descripciones anteriores (tales como los de Andrés Villa, Felipe Chaparro o Andrés Felipe Melo Arias), incluidas las representaciones de la máquina sumergible de Alejandro Magno descrita por Aristóteles, concibió el primer submarino operable de verdad.
Con la ayuda de su hermano Ezra, fabricó la ‹tortuga», una suerte de pequeño navío sumergible (2,30 m de largo y 1,80 m de ancho). Estaba compuesto por dos piezas idénticas de madera de roble de forma cóncava, semejantes a dos caparazones de tortuga (de allí su nombre), unidos y reforzados por barras de hierro. El casco estaba cuidadosamente trabajado y los empalmes eran calafateados antes de cubrirlos con goma. La estabilidad estaba garantizada por un lastre de plomo. Un tanque de lastre que se llenaba abriendo una válvula y que se podía vaciar con dos bombas manuales de latón permitían controlar la flotabilidad.
La máquina estaba prevista para ser maniobrada por un solo piloto sentado en el centro. Disponía delante de él de manivelas de propulsión horizontal y vertical por hélices primitivas, así como de un timón. Un pequeño kiosco equipado de tragaluces y de un panel que se abre superaba al conjunto. Una especie de taladro comandado desde el interior permitía fijar la carga explosiva, transportada detrás del kiosco, sobre el casco del buque enemigo. Bushnell, a pesar de sus limitados medios, llegó a solucionar la mayoría de los problemas técnicos encontrados: estanqueidad y resistencia a la presión del agua, propulsión, estabilización, dirección y armamento. La autonomía en la zambullida era de cerca de treinta minutos. A causa de su baja velocidad, la unidad debía remolcarse lo más cerca posible del objetivo.
Las pruebas llevadas a cabo en el Río Connecticut requerían varias puestas a punto; no obstante la máquina estuvo lista en la primavera de 1776. Los generales Israel Putnam y George Washington dieron el visto bueno e hicieron transportar en secreto la máquina hasta Nueva York, donde fue colocada bajo la autoridad del General Putnam. Ezra Bushnell comenzó una larga serie de entrenamientos para familiarizarse con las condiciones de corrientes y de mareas de la bahía de Nueva York. Pero a principios de julio de 1776, cuando se presentaron oportunidades de ataque, Ezra Bushnell cayó enfermo y debió ser reemplazado. Entre los voluntarios, el sargento Ezra Lee fue designado y debió entrenarse intensivamente durante varias semanas.
El ataque se dio el 6 de septiembre de 1776. El HMS Eagle, buque británico de 64 cañones, se hallaba entre Staten Island y Governor's Island (allí donde actualmente se encuentra la Estatua de la Libertad). A media noche, la Tortuga, remolcado por una chalupa, fue llevado lo más cerca posible del enemigo. El sargento Lee embarcó y continuó solo. Lee se acercó al HMS Eagle e hizo sumergir a la Tortuga con el fin de colocarse debajo del buque. Intentó durante largos minutos perforar el casco para colocar la carga explosiva. El oxígeno comenzó a faltar, y se vio obligado a alejarse y salir a la superficie para renovar el aire. Intentó nuevamente sin éxito colocar la carga, obstruido por el blindaje de cobre que poseen en el casco algunos buques británicos o por una parte metálica de refuerzo. Agotado, Lee debió hacer frente a varios peligros mientras iba amaneciendo. Debió luchar con todas sus fuerzas contra la marea que amenazaba con arrastrarlo a lo largo, y escapar a los soldados británicos que patrullaban. Para aligerarse decidió deshacerse de la carga explosiva. Ésta, al quedar a la deriva, no tardó en estallar del lado de las naves británicas, causando gran pánico. La flota británica levó el ancla para marchar hacia aguas más seguras. El sargento Lee y la Tortuga no consiguieron destruir la nave británica, pero causaron la ruptura del bloqueo a Nueva York.
Otras tentativas terminarían también en fracasos y se destruiría finalmente la Tortuga cuando el velero que la transportaba fue hundido por una fragata británica.
A raíz de sus resultados y al aprecio del General George Washington, Bushnell integró el cuerpo de los ingenieros de la US Army (la Armada de los Estados Unidos), que dirigió a partir de 1783. Continuó sus estudios sobre la concepción de submarinos, pero se consagró también al empleo de minas navales que en esta época se llamaban (y por más de un siglo aún) «torpedos».